# Antoine-Jean Gros
Baron Antoine-Jean Gros (16. ožujka 1771. – 25. lipnja 1835.), poznat i kao Jean-Antoine Gros, bio je francuski slikar neoklasicizma pretežito povijesnih tema.

## Život i djelo
U rodnom Parizu, Gros je počeo slikati kao šestogodišnjag u studiju svoga oca, minijaturista. Koncem 1785. god. Gros je studirao na koledžu Mazarin, ali je samovoljno prišao u studio koji je vodio Jacques-Louis David. Nakon revolucije i smrti oca, Gros se od 1791. morao sam financirati, te je na preporuku Francuske akademije likovnih umjetnosti (École des Beaux Arts) dobio posao portretiranja članova nacionalnog konventa, ali je uznemiren razvojem revolucije već 1793. god. otputovao u Italiju gdje je u Genovi upoznao Napoleona.
Dana 15. studenog 1796. god., Gros je prisustvovao bitci kod Arcole kad je Bonaparte podigao francusku trobojnicu na mostu. Gros je iskoristio ovu priliku i pronašao svoj poziv. Napoleon mu je dao mjesto inspecteur aux revues, što je značilo da je imao ekskluzivno pravo praćenja francuske vojske, te da bira što će od vojnog plijena završiti u kolekciji Louvrea.
Nakon što je pobjegao iz opsjednute Genove, Gros se 1801. god. smjestio u kapucinskom samostanu u Parizu. Po povratku iz Egipta, Napoleon mu naručuje slike: Napoleon obilazi kužnu kuću u Jaffi (Les Pestiférés de Jaffa, 1804.), te Bitka kod Aboukira i Bitka za Eylau  Zahvaljujući ovim slikama Napoleon je u javnosti oslikan kao heroj koji se ne boji kuge da obiđe svoje vojnike, a Gros je općeprihvaćen u umjetničkim krugovima. Također, od tada je Gros uvijek bio okupiran vojnom tematikom, koliko i francuska javnost, što je vitalno i energično utjecalo na njegovo slikarstvo. God. 1808., Napoleon mu je zbog njegovih zasluga dodijelio titulu „Baron Carstva“, a 1815. god. njegov učitelj J.-L. David mu je prepustio svoju školu, te je imao jako mnogo sljedbenika. Čak je i nakon Bourbonske restauracije postao član Francuskog instituta i profesor na Likovnoj Akademiji (École des Beaux Arts) te je primio viteški Orden sv. Mihovila. Iako je obrazovan kao neoklasicist, u svom realističkom tretmanu zbiljskih povijesnih događaja često je rabio piktoreskne efekte boja i tako se suprotstavljao klasicističkim metodama slikanja. Kako se vremenom vojska udaljila od naroda, tako se i on, koji je ovisio od njihovih narudžbi, našao bez sponzora i otpočeo je njegov pad.
U njegovim kasnijim slikama, poput Madrid i Napoleon kod piramida (1810.), vidi se gubitak kvalitete koju je uspio sačuvati u oslikavanju kupole crkve St. Genevieve (1811. – 1824.). Kasnijim slikama je pokušao biti dio rastuće romantičarske scene, ali je izgubio svoju izvornu vitalnost i postao samo jedan od sljedbenika. Nakon oštrih kritika i konstantnog osjećaja neuspjeha, Gros je 25. lipnja 1835. god. izvršio samoubojstvo bacivši se u rijeku Seineu. Na papiru iz njegovog šešira pisalo je: „Umoran od života, i izdan od svojih kolega koji su ga ocijenili podnošljivim, odlučio sam okončati ga“.

## Galerija
- Portret Christine Boyer, oko 1800.
- Napoleon obilazi žrtve kuge u Jaffi, 1804.
- Bitka kod Abukira 1799. god., 1806., (detalj).
- Poručnik Charles Legrand, oko 1810.

## Poveznice
- Romantizam